# Frans Krajcberg
 (février 2014).
Si vous disposez d'ouvrages ou d'articles de référence ou si vous connaissez des sites web de qualité traitant du thème abordé ici, merci de compléter l'article en donnant les références utiles à sa vérifiabilité et en les liant à la section « Notes et références ».

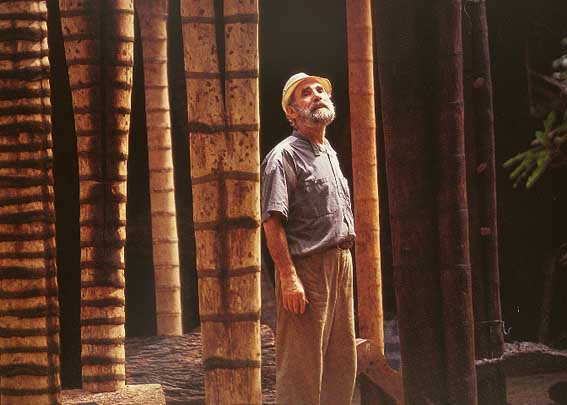
Frans Krajcberg, autoportrait en 1985 (à Nova Viçosa).

Frans Krajcberg, né à Kozienice en Pologne le 12 avril 1921 et mort le 15 novembre 2017 à Rio de Janeiro au Brésil, est un ingénieur, peintre, sculpteur et photographe polonais puis brésilien en 1956.
Il défend la planète Terre dans son œuvre.
En France, un Espace culturel lui est dédié à Montparnasse, au 21 avenue du Maine : l'Espace Frans Krajcberg, Centre d'Art contemporain, Art et Nature. Ce lieu est dédié aux œuvres que l'artiste a léguées à la Ville de Paris. On y trouve des sculptures, tableaux et photographies de l'artiste.

## Biographie
À 18 ans, Frans Krajcberg est plongé dans la Seconde Guerre mondiale dès les premiers jours de l'invasion de la Pologne par les Nazis en septembre 1939. Les Nazis exécutent en prison sa mère, Bina Krajcberg, militante communiste. Emprisonné lui-même, il réussit à s'évader et à quitter la Pologne en guerre pour gagner l'URSS et Leningrad où il fait des études d’ingénieur hydraulicien et suit les cours des Beaux-Arts. Quittant la ville avant le terrible siège de 1941, il se retrouve un temps au  Kazakhstan, puis  au début de 1943, Krajcberg rejoint l'armée polonaise qui lutte aux côtés de l'Armée rouge dirigée par le maréchal Joukov, le vainqueur de Stalingrad. Après la libération de camps de concentration, en janvier 1945, il participe à la construction d'un pont sur la Vistule qui permet aux armées de libérer Varsovie.
À la fin de la guerre, de retour dans son village, cet officier couvert de décorations est chassé de sa maison natale occupée, parce qu'il est juif. Il ne retournera jamais dans son pays natal. Cherchant sa famille, il rejoint Stuttgart, où se trouvent des survivants de son village, qui lui confirment la disparition des siens. Pour sublimer sa souffrance dans l'expression artistique, il fréquente un temps le cours tout juste rouvert de Willi Baumeister, un des artistes du Bauhaus. Celui-ci lui recommande de gagner Paris et lui donne une lettre pour Fernand Léger. Hébergé quelques mois chez Chagall, il s'embarque sur son conseil pour le Brésil et débarque à Rio de Janeiro en 1947, sans aucune ressource. À São Paulo, il trouve un travail alimentaire de manutentionnaire au Musée d'art qui prépare la première édition de la Biennale pour 1951. Il reprend ses activités d'artiste et présente des peintures au Salon Paulista d'Art Moderne et à la Galerie Domus.
En 1952, cet homme de la nature s’installe dans l’État du Paraná comme ingénieur dans une fabrique de papier, et se consacre aussi à la création d'œuvres en céramique. Il vit en pleine forêt, dans une maison en bois, « loin de la barbarie des hommes », mais la culture extensive du café conduit les exploitants à brûler de grandes surfaces boisées. Sa maison détruite dans un incendie, ayant à nouveau tout perdu, il part pour Rio de Janeiro, où il peint, partageant son atelier avec le sculpteur Franz Weissmann. Tous deux sélectionnés pour la IV Biennale de Sao Paulo, ils sont primés et Krajcberg reçoit le prix du Meilleur Peintre Brésilien (1957).
Célèbre du jour au lendemain, il repart alors pour Paris, alors en pleine effervescence artistique (Manifeste des artistes du Nouveau Réalisme en 1960). Installé à Montparnasse, où il a toujours son atelier (et désormais son espace d'exposition permanente) Krajcberg noue de grandes amitiés avec les artistes Yves Klein ou le critique Pierre Restany. Il s'enfuit à nouveau en pleine nature dans l'île d'Ibiza. La peinture lui étant interdite par suite d'intoxication aux vapeurs de térébenthine, il expérimente une technique qu'il rendra célèbre, les empreintes de nature sur papier.
En 1964, retour au Brésil. Il s'installe dans l'État du Minas Gerais, dans la nature, non loin du Pico d'Itabirito et des carrières de minerai de fer. Il commence alors à sculpter à partir de troncs d’arbres morts, pour leur redonner vie, utilisant des pierres et des blocs de manganèse. Il voyage aussi en Amazonie, au Pantanal de Mato Grosso. Il découvre alors les ravages de la déforestation contre laquelle il ne cessera alors de témoigner en multipliant ses photographies et l'utilisation systématique des racines et des troncs brûlés, qui sont désormais au centre de son œuvre.
En 1965, invité par l'architecte Zanine, il découvre le petit port de pêche de Nova Viçosa, au sud de Bahia. Pour attirer de grands artistes sur son territoire, l'état offre des hectares de forêt en bord d'océan. Séduit par cette nature intacte, la forêt primitive, les palétuviers, et la simplicité des pêcheurs de crevettes, Krajcberg s'installe. En 1971, il construit sa maison dans un arbre, grande cabane à dix mètres au-dessus du sol, « où pour la première fois de ma vie, à cinquante ans, je me suis enfin senti chez moi ». Tout autour ses ateliers, la première maison pyramidale construite par son ami Zanine, et ses musées (2 bâtiments déjà et un 3e en construction): c'est le "Sitio Natura" où affluent désormais des visiteurs du monde entier.
En 2003, L'Espace Krajcberg (au 21, avenue du Maine 75015 - Paris) ouvre ses portes et présente aux visiteurs la donation des œuvres du sculpteur Frans
Krajcberg à la ville de Paris. L'Espace Krajcberg initie une importante réflexion sur le rôle de l'art dans le combat de survie écologique.
Son œuvre engagée connaît une résonance de plus en plus grande. Militant écologiste de la première heure, dès  1978, Krajcberg lançait le « Manifeste du naturalisme intégral" ou "Manifeste du Rio Negro » à la suite d'un voyage en Amazonie avec le critique d’art Pierre Restany et le peintre Sepp Baenderenck, dont ils sortirent révoltés contre la destruction organisée de la forêt et des Indiens qui la peuplent.
"Je veux crier ma révolte !"
La destruction des ressources naturelles ne cessant de s'amplifier, Krajcberg a engagé sa vie et son œuvre dans cette lutte planétaire, avec une audience grandissante.
Photographe, il est sans cesse à l'affût de la beauté fugitive d'une fleur ou d'une lumière. Sculpteur, il redonne vie et beauté aux arbres morts ou suppliciés par le feu.
L'ensemble de  son œuvre artistique, ses livres, ses films, ses expositions, ses interventions publiques,  depuis les grands sommets de la terre jusqu'aux plus simples conférences, ont fait de Krajcberg l'un des chefs de file du combat pour la sauvegarde de la planète Terre.

## Livres de photographies
Depuis son premier livre La Ville de São Luiz do Maranhão, Krajcberg n'a cessé de publier ses photos de nature, témoignant de la diversité de la faune et de la flore au  Brésil, et dans le monde entier. Publication pour la plupart au Brésil par GB Arte, Marcia Barrosa do Amaral, à Rio de Janeiro.

## Expositions personnelles
- en France : 

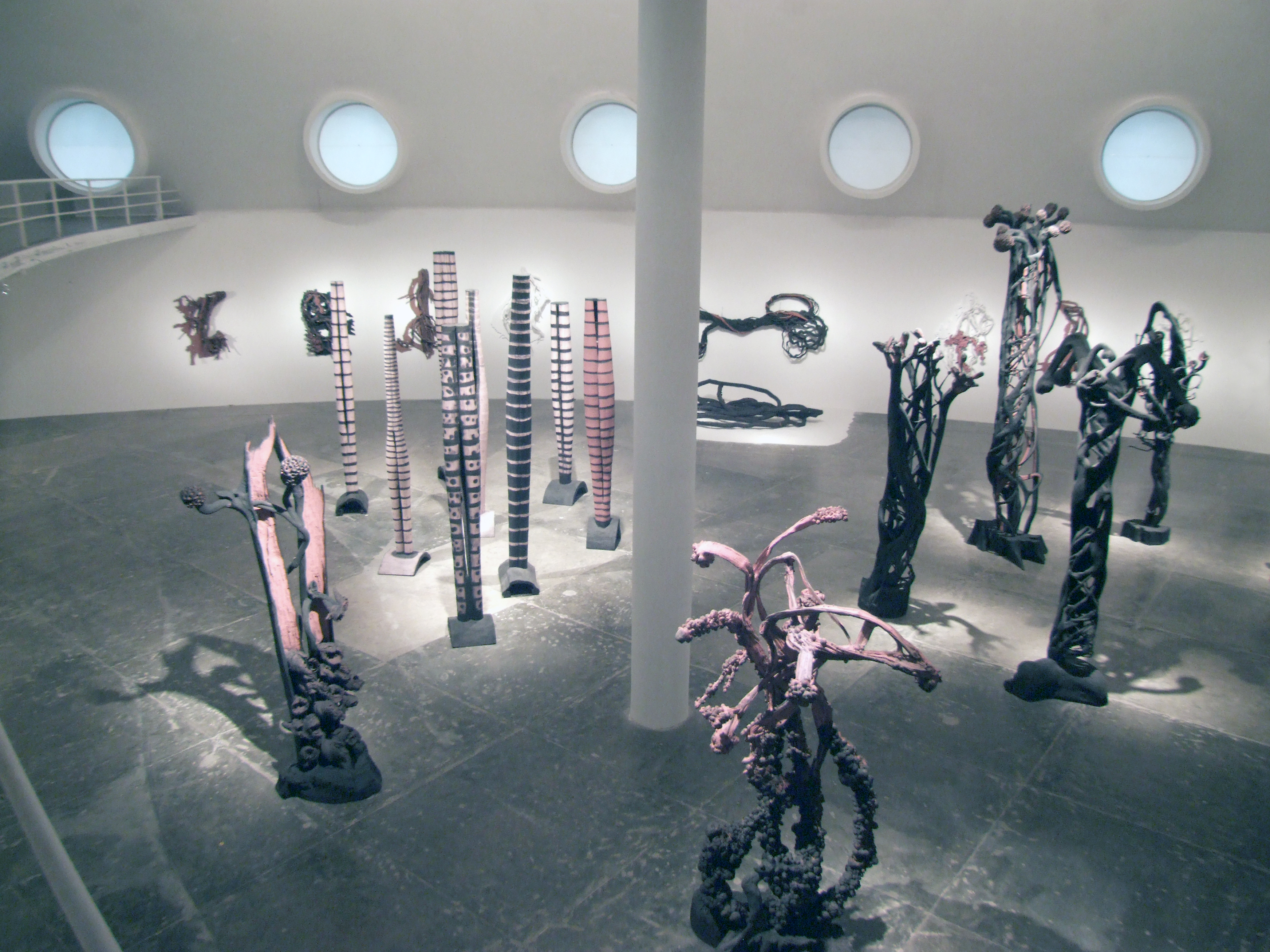
Frans Krajcberg, Oca, São Paulo, Brézil 2008.

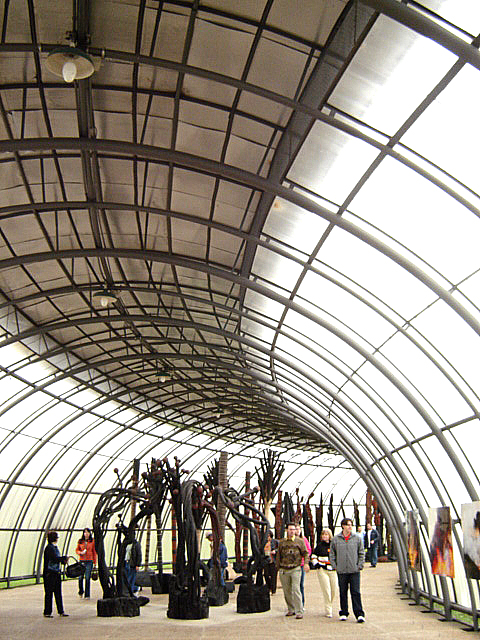
Espaço Cultural Frans Krajcberg, Jardin botanique de Curitiba, Curitiba, sud du Brésil.

  - 1996, « Villette-Amazone / Manifeste pour l’environnement au XXIe siècle » à la Grande Halle de la Villette à Paris.
  - 2005, « Dialogues avec la nature », grande exposition rétrospective dans le Parc de Bagatelle de la Ville de Paris à l'occasion de « l'année du Brésil en France » (170 000 visiteurs)
  - 2016-2017, "Frans Krajcberg, un artiste en résistance", Musée de l’Homme à Paris. Parcours artistique qui irrigue l’ensemble des salles permanentes récemment reconfigurées. Rencontres et débats sur son œuvre sont organisés.
- au Brésil : 
  - multiples manifestations, dont une exposition au Musée d'art moderne de la Ville de Rio (1992), et régulièrement dans ses galeries de Rio de janeiro (galerie de M. Barrosa do Amaral) ou de Sao Paulo (galerie de Sergio Caribe)
  - 2018: Casa Museu Eva Klabin, Rio de Janeiro

## Espaces d'exposition  permanentes
- Sitio natura, Nova Viçosa, État de Bahia, Brésil (sa résidence et son site de référence)
- Espace Frans Krajcberg, Centre d'Art contemporain Art & Nature, 21 avenue du Maine, 75015 - Paris (depuis 2003)
- Fin septembre 2007 : installation d'une sculpture en bronze, place de la Vache noire à Arcueil, Val-de-Marne.

## Prix et décorations
- 1957, Prix du meilleur peintre Brésilien.
- 1998, « Prix multiculturel Estadão » décerné par le journal « l’État » de São Paulo
- 2002, Médaille de l’Ordre de Rio Branco décernée par le gouvernement brésilien
- 2004, « Grande croix de l’ordre du mérite culturel », remise par le Président Lula - Espace Frans Krajcberg, 21 avenue du Maine, 75015 Paris
- 2009, Prix du meilleur peintre français.
- 2012, « La Médaille Vermeil de la ville de Paris » remise par  Bertrand Delanoë, Maire de Paris

### Filmographie
- Frans Krajcberg, poète des vestiges, Walter Salles, 52 min, 1987
- Frans Krajcberg, portrait d'une révolte, Maurice Dubroca, 52 min, production : Mémoire magnétique et CNDP-SCEREN, 2004
- L'Oiseau de bronze, un sculpteur, une fonderie, Oliver Comte, 52 min, production Eyes Corporation, 2007 (sur la sculpture en bronze réalisée par la fonderie Susse d'Arcueil
- Paris bouche à bouche, épisode Montparnasse-Bienvenue, Espace Krajcberg, Bruno Carrière, 52 min, Les Productions Mégafun (Canada), 2008,